# 蔡岭镇
蔡岭镇，是中华人民共和国江西省九江市都昌县下辖的一个镇。

## 行政区划
蔡岭镇下辖以下地区：
蔡岭社区、吕岭村、东平村、华山村、凤凰村、太平村、虎山村、洞门村、西镇村、田民村、杨湾村、东风村、北炎村、牌垅村和望晓源村。